# 年下の男の子 (キャンディーズの曲)
「年下の男の子」（とししたのおとこのこ）は、1975年2月21日にCBS・ソニー（現：ソニー・ミュージックレーベルズ）より発売されたキャンディーズの5枚目のシングル。

## 解説
- デビュー以来、ハンドマイクで歌唱していたキャンディーズが、テレビ出演等ではスタンドマイクで歌唱した。
- この曲でキャンディーズは、1975年末の『第26回NHK紅白歌合戦』に正式な紅組歌手として初出場を果たした。
- キャンディーズ初のヒットとなり、オリコンチャートトップ10に初めてランクインした[1]。解散コンサート時点でのシングル売上は累計50万枚（CBS・ソニー調べ）[2]。
- 当初は「私だけの悲しみ」がA面用、「年下の男の子」がB面用として製作されたが、発売時には「年下の男の子」がA面、「私だけの悲しみ」がB面となった。
- 「年下の男の子」「私だけの悲しみ」ともに4月リリースのアルバム『年下の男の子』に収録された。
- 「年下の男の子」にはドラムスに村上秀一、ベースに岡沢章を起用した没バージョンが存在する[3]。ただし、マスターテープが残されているかどうかまでは言及されていない。
- デビュー曲の「あなたに夢中」から前曲「なみだの季節」まで、リードボーカルはスーがセンターだったが、この「年下の男の子」からランがリードボーカルを務め、歌唱する位置もセンターに変更する。なおスーはランの向かって右位置に、ミキはランの左位置にそれぞれ移り、以降キャンディーズの三人はこの位置でほぼ定着となった（但し「わな」はミキがセンター、ランは向かって右に、スーは左に移動）。
- 2007年公開の、1977年が舞台の映画『Little DJ〜小さな恋の物語』では、物語のキーとなる楽曲として使用され、シングル盤も小道具として登場。サントラ（アミューズソフトエンタテインメント）にも収められた。
- 2019年にソロ活動を再開した伊藤蘭が発売したソロデビューアルバム「My Bouquet」にはアンサーソング「ああ私ったら!」（作詞・作曲：トータス松本）が収録された[4]。また、伊藤が出演した『FNSうたの夏まつり』（2019年7月24日放送）ではIZ*ONEの宮脇咲良と矢吹奈子と、『第61回日本レコード大賞』（2019年12月30日放送）では乃木坂46とともに「年下の男の子」を披露した。

## 収録曲
- 両楽曲共に、作詞：千家和也／作曲・編曲：穂口雄右

1. 年下の男の子（3分28秒）
2. 私だけの悲しみ（3分37秒）

## 参加ミュージシャン

### 年下の男の子
- 水谷公生 - ギター[5]
- 武部秀明 - ベース[5]
- 田中清司 - ドラムス[5]
- ラリー寿永 - パーカッション[6]

## カバー
年下の男の子
- スリー・ディグリーズ（1975年の来日時に収録したNHK「ビッグショー」の1976年1月18日放送内でカバー歌唱）
- クリスタル・スリー（1979年、LP『キャンディーズ・ディスコ・ヒート』でカバー。歌詞は英語（訳詞：MITSU NANAMI））
- セクシーメイツ（1994年、ツヨシしっかりしなさい最終クールED曲）
- ダイヤ、ジャーニー、エチケットじいさん（2002年、アルバム『The BEST HOTCH POTCH STATION』）
- つじあやの（2004年、アルバム『COVER GIRL』）
- speena vs 小西康陽（2005年、シングル『マテリアル・ガール/年下の男の子』）
- Pat c. (2005年、アルバム『One sweet day』
- カバーソング・ドールズ（2007年、アルバム『Cover Song Dolls』）
- ジャネット・ケイ（2012年、アルバム『アイドルKAY』）
- 原田知世 （2016年、カバーアルバム『恋愛小説2 -若葉のころ』に収録）[7]
- 上白石萌音（2021年、カバーアルバム『あの歌-1-』に収録）
- AKB48（秋山由奈、徳永羚海、布袋百椛）（2024年、カバーアルバム『なんてったってAKB48』に収録）

## すたーふらわー盤
2012年8月1日に、すたーふらわー（小林星蘭・谷花音）の1枚目のシングルとしてビクターエンタテインメント（現：JVCケンウッド・ビクターエンタテインメント）から発売された。
初回限定盤には「年下の男の子」のPVが収録されたPV付き。

### 収録曲
1. 年下の男の子（3分33秒）
作詞：千家和也／作曲：穂口雄右／編曲：生田真心
2. ファイトっ!!!（3分44秒）
作詞・作曲：MEG.ME／編曲：ハマサキユウジ
3. 年下の男の子（カラオケ）
4. ファイトっ!!!（カラオケ）

### スタッフ
- プロデューサー：貝原一平(FlyingStar Racords)
- レコーディング：阿部博(stdio fine)
- ミキシング：コバヤシタカシ(High Kick Entertainmant)
- マスタリング：川崎洋(FLAIR)
- 振り付け：宮間祐佳(宝映テレビプロダクション講師)
- プロダクトコーディネート：松本文(High Kick Entertainmant)
- デザイン：佐藤雅恵(High Kick Entertainmant)
- スタイリング：植田瑠里子(Corazon)
- ヘアーメイク：平塚美由紀(MASHmanagement)
- カメラ：羽田誠(Koike Office)・伊藤信之(High Kick Entertainmant)
- 小林星蘭マネージャー：佐古田修平(テアトルアカデミー)
- 谷花音マネージャー：豊嶋稔(テアトルアカデミー)
- プロモーション：Victor Entertainment Promotion Staff
- セールスプランニング：赤塔直美(Victor Entertainment)
- デスク：佐藤智子(FlyingStar Racords)・相生卵壁(テアトルアカデミー)
- スーパーバイザー：橋本竜史(テアトルアカデミー)・植田勝敦(Victor Entertainment)

## キャンディーマキアート from SUPER☆GiRLS盤
2013年12月4日に、SUPER☆GiRLS（キャンディーマキアート from SUPER☆GiRLS名義）の8枚目のシングルとしてエイベックス・エンタテインメント（iDOL Streetレーベル）から発売された。

### 概要
- キャンディーマキアート from SUPER☆GiRLSは田中美麗、溝手るか、後藤彩からなるSUPER☆GiRLSのユニットである。
- 振り付けは原曲でも振り付けを担当した三浦亨に教わった[9]。
- 初回限定盤には、「年下の男の子」のPVとメイキングが収録されたDVD付き。

### 収録曲
1. 年下の男の子
2. Survival
作詞：森月キャス、作曲：大西克巳、編曲：THE ROG
3. 年下の男の子（Instrumental）
ジャケットBにのみ収録。
4. Survival（Instrumental）
ジャケットBにのみ収録。
5. Teamキャンディーマキアート ここだけの話!!!
ジャケットCにのみ収録。

### イベント
| 日程                     | 公演名                                                                | 会場                                                                                 | 備考                                                    |
| ------------------------ | --------------------------------------------------------------------- | ------------------------------------------------------------------------------------ | ------------------------------------------------------- |
| 2013年 11月17日・12月1日 | 予約購入特典イベント 3ユニット合同 グループ別ロング握手会             | avex本社                                                                             | 3部制 mu-moショップで販売された参加券付き商品購入者対象 |
| 12月3日                  | イトーヨーカドー×SUPER☆GiRLSメンバー店員企画!!「いってみヨーカドー♪」 | アリオ西新井 アリオ亀有                                                              | ミニライブ・CD即売会                                    |
| 12月4日                  | 発売記念 Thanksgiving Event                                           | タワーレコード新宿 SHIBUYA TSUTAYA TSUTAYA EBISUBASHI タワーレコード名古屋近鉄パッセ | グループ別握手会                                        |
| 12月5日                  | 発売記念 Thanksgiving Event                                           | タワーレコード秋葉原 アキバ☆ソフマップ1号店 タワーレコード渋谷 ディスクピア日本橋    | グループ別握手会                                        |
| 12月6日                  | 発売記念 Thanksgiving Event                                           | SHIBUYA TSUTAYA アキバ☆ソフマップ1号店 タワーレコード渋谷                            | グループ別握手会                                        |
| 12月9日                  | 発売記念 Thanksgiving Event                                           | TSUTAYA EBISUBASHI                                                                   | グループ別握手会                                        |
| 12月7日                  | 発売記念 ライブ&握手会イベント                                        | ラゾーナ川崎プラザ                                                                   | ミニライブ・グループ別握手会                            |
| 12月8日                  | 発売記念 ライブ&握手会イベント                                        | 千里セルシー                                                                         | ミニライブ・グループ別握手会                            |
| 12月14日                 | 発売記念 握手会イベント                                               | サンライズビル                                                                       | グループ別握手会                                        |
| 12月15日                 | 発売記念 個別ロング握手会                                             | 竹芝ニューピアホール                                                                 | 7部制 mu-moショップで販売された参加券付き商品購入者対象 |